# Удмуртско-Ташлинское сельское поселение
Удмуртско-Ташлинское се́льское поселе́ние — муниципальное образование в Бавлинском районе Татарстана Российской Федерации.
Административный центр — село Алексеевка.

## История
Статус и границы сельского поселения установлены Законом Республики Татарстан от 31 января 2005 года № 16-ЗРТ «Об установлении границ территорий и статусе муниципального образования "Бавлинский муниципальный район" и муниципальных образований в его составе».

## Население
| 2010 | 2011 | 2012 | 2013 | 2014 | 2015 | 2016 |
| ---- | ---- | ---- | ---- | ---- | ---- | ---- |
| 919  | ↘916 | ↘890 | ↗901 | ↘884 | ↘875 | ↘851 |
| 2017 | 2018 |      |      |      |      |      |
| ↘849 | ↘833 |      |      |      |      |      |

## Состав сельского поселения
| № | Населённый пункт | Тип населённого пункта       | Население |
| - | ---------------- | ---------------------------- | --------- |
| 1 | Алексеевка       | село, административный центр |           |
| 2 | Богатый Ключ     | деревня                      |           |
| 3 | Удмуртские Ташлы | село                         |           |